# محوطه‌های باستانی استان البرز
محقق: ابوالفضل رجبعلی
محوطه‌های باستانی شهرستان ساوجبلاغ از جمله مناطق باستانی ایران می‌باشد که بر اساس پژوهش‌های باستانشناختی در محوطه‌های بیشمار از جمله تپه‌ها، گورستان‌های باستانی و قلعه‌های متروکه و ... سابقه باستانی این شهرستان را در سطحی قابل توجه بالا برده‌است.در مناطق مختلف این شهرستان می‌توان آثار و شواهد بی شماری را از دوره‌های مختلف باستانی و قبل تاریخ تا دوران اسلامی نام برد.

## فهرست مناطق باستانی

### گورستانها
طبق آثارهای مکشوفه از سطح شهرستان در دوران گذشته اجساد را در کف غارها و کف منازل و حتی آب‌انبار‌ها دفن می‌کردند.گورهای باستانی شهرستان ساوجبلاغ به سه دسته زیر دسته بندی می‌شوند:
- ۱- گورهای ساده شامل تدفین اجساد به پهلوی چپ یا راست
- ۲-گور خمره ها(اقوام اشکانی)
- ۳-گورهای سنگی

تدفین بیش از یک نفر در اکثر محوطه‌های عصر آهن وجود داشته‌است مانند گورستان مرجان و لمبران طالقان.از جمله مهمترین گورستانهای باستانی شهرستان ساوجبلاغ عبارتند از:
- گورستان باستانی خوروین
- گورستان باستانی فشند
- گورستان باستانی چمبورک
- گورستان باستانی سیفدارک
- گورستان باستانی خور
- گورستان باستانی امامزاده جعفر هشتگرد
- گورستان باستانی گته ده طالقان
- گورستان باستانی گبری روستای نویز طالقان
- قبرستان خسبان (روستای خسبان طالقان)
- قبرستان هورسی بند( شهرک طالقان)
- قرستان رونا سر (روستای زیدشت طالقان)
- قبرستان واگین سو(شهرک طالقان)
- قبرستان آرچیلان (روستای آرتون طالقان)

### تپه‌های باستانی
- تپه باستانی ینگی امام
- تپه باستانی قاسم آباد بزرگ
- تپه باستانی موشه لان اسماعیل آباد
- تپه باستانی قلعه دشت آقربلاق
- تپه باستانی حاجی آباد
- تپه باستانی آغچه حصار
- تپه باستانی لشکر آباد
- تپه باستانی سرخاب
- تپه باستانی گنج تپه خوروین
- تپه باستانی سلطان آباد
- تپه باستانی قوهه
- تپه باستانی رامجین
- تپه باستانی خاقانی خیر آباد
- تپه باستانی حاجی بیان شلمزار
- تپه باستانی منجوق تپه سیراب
- تپه باستانی چال تپه هشتگرد
- تپه باستانی نمکلان
- تپه باستانی آران
- تپه باستانی شاه تپه چهار باغ
- تپه باستانی ملک آباد
- تپه باستانی دوبرادر هیو
- تپه باستانی باغ سرهنگ رامجین
- تپه باستانی واسوار
- تپه باستانی دره دو چنار سپیدارک
- تپه باستانی روستای ناریان طالقان
- محوطه باستانی پوله چال روستای جوستان طالقان
- محوطه باستانی گندی آب روستای دهدر طالقان
- تپه باستانی مرجان تپه طالقان
- کتیبه گردنه عسلک روستای گراب طالقان
- محوطه باستانی لمبران طالقان
- تپه دره میراش (روستای میراش طالقان)
- تپه قلادوش (روستای جزن طالقان)
- تپه زرده‌گهره و پنجعلی‌تپه( روستای ورکش طالقان)
- تپه کولج (روستای کولج طالقان)
- تپه سالوخاک (روستای نویزک طالقان)
- تپه شلانک بن (روستای گلینک طالقان)
- تپه خوزه‌کول (روستای باریکان)
- تپه سنقر کلایه (روستای باریکان)
- آردکان تپه (روستای اردکان طالقان)
- تپه تکیه سر (شهرک طالقان)
- تپه هرنج (روستای هرنج طالقان)
- تپه آشکار چر (روستای ورکش طالقان)
- تپه کوشککی دیم (روستای بزج طالقان)
- تپه خرابه‌های تلو (شهرک طالقان)

### قلاع باستانی
- قلعه تاریخی سیرود
- قلعه گبران هیو
- ارزنگ قلعه میناوند
- ارژنگ قلعه باریکان
- قلعه دختر(دختر قلعه) گته ده طالقان
- قلعه کیان خاتون دهدر طالقان
- قلعه پراچان طالقان
- قلعه کهار گته ده طالقان
- قلعه منصور هرنج طالقان
- قلعه کیقباد هرنج طالقان
- قلعه سیران طالقان
- کافر قلعه طالقان
- قلعه فالی طالقان
- قلعه سگران (روستای سگران طالقان)

### غارهای باستانی
- غار بادامستان(روستای وشته)
- غار ویا(روستای ورکش)
- غار پنجعلی(روستای باریکان و میناوند)
- غار بزج (روستای بزج طالقان)
- غار کله سر (روستای سوهان طالقان)
- غار مرغ بند (روستای ناریان طالقان)
- غار خاتون قیامت (روستای فشند)

### گور دخمه ها
- دخمه باستانی خلی زر (روستای ورکش طالقان)
- دخمه باستانی بادامستان (روستای وشته طالقان)